# Perdix (дрон)

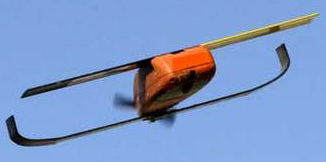

Perdix — микродрон, предназначенный для наблюдения.
Разрабатывается в Массачусетском технологическом институте. Оснащён системой искусственного интеллекта, позволяющей осуществлять координированное движение стай объектов.

## Параметры[1]
- Длина: 6.5 дюймов
- Размах крыла: 11.8 дюймов
- Вес: 290 г
- Диаметр винта: 2.6 дюймов
- Крейсерская скорость: 70 миль/час
- Максимальная длительность полёта: 20 минут